# YTV (TV-kanal)
YTV är en engelskspråkig kabel- och satellit-TV-kanal i Kanada som ägs av Corus Entertainment. Kanalen visar bade spelfilm och tecknad film, samt inköpta program från Nickelodeon. YTV är anpassad efter tidszonerna Eastern och Pacific Time Zone. 2013 kunde kanalen ses i över 11 miljoner kanadensiska hushåll.